# Буроголовая альциппа
Буроголовая альциппа (лат. Fulvetta cinereiceps) — вид птиц из семейства суторовых. Выделяют четыре подвида.

## Таксономия
Как и других представителей Fulvetta, вид долгое время включали в состав рода Alcippe (семейство Timaliidae). Ранее Fulvetta cinereiceps считался конспецифичным с Fulvetta manipurensis и Fulvetta formosana. В настоящее время все три таксона рассматриваются как отдельные виды.

## Распространение
Обитают в Китае.

## Описание
Длина тела 12 см. Коричневатая птица. Крылья содержат оттенки охры, чёрного и белого. Макушка и спина представителей номинативного подвида бледно-сероватые.

## Биология
Питаются насекомыми, гусеницами, мелкими моллюсками. Гнездо аккуратное, чашеобразное.

## Охранный статус
МСОП присвоил виду охранный статус LC.